# Neoscalpellum phantasma
Neoscalpellum phantasma är en kräftdjursart som först beskrevs av Henry Augustus Pilsbry 1907.  Neoscalpellum phantasma ingår i släktet Neoscalpellum och familjen Scalpellidae. Inga underarter finns listade i Catalogue of Life.